# Беласица (Черна гора)
Вижте пояснителната страница за други значения на Беласица.
Беласица  (ср. Бјеласица) е планина в Черна гора.
В античността, според Диодор, около планината в нейните поли били заселени от македонския цар Касандър - ауториатите, които наброявали около 20 000 души, заедно с жените и децата.